# NBA All-Star Weekend Skills Challenge
Die Skills Challenge ist ein Geschicklichkeitswettbewerb im Rahmen des  NBA All-Star Weekends. Das von Taco Bell gesponserte Event wird seit 2003 ausgetragen. Es beinhaltet Dribblings um Hindernisse, ein paar Korbwürfe sowie einen Brust- und einen Bodenpass in ein Netz. Dabei müssen die Ballführungsregeln beachtet werden. Bis 2013 qualifizierten sich die zwei schnellsten der vier teilnehmenden Guards für das Finale, wo auf derselben Strecke der Sieger ermittelt wurde. Ab 2014 wurde die Skills Challenge reformiert und es nahmen nun vier Teams mit je zwei Spielern teil. 2022 wurde das Format erneut verändert, seitdem nehmen drei Dreier-Teams an dem Wettbewerb teil.

## Bisherige Sieger
- 2003 – Jason Kidd, New Jersey Nets
- 2004 – Baron Davis, New Orleans Hornets
- 2005 – Steve Nash, Phoenix Suns
- 2006 – Dwyane Wade, Miami Heat
- 2007 – Dwyane Wade, Miami Heat
- 2008 – Deron Williams, Utah Jazz
- 2009 – Derrick Rose, Chicago Bulls
- 2010 – Steve Nash, Phoenix Suns
- 2011 – Stephen Curry, Golden State Warriors
- 2012 – Tony Parker, San Antonio Spurs
- 2013 – Damian Lillard, Portland Trail Blazers
- 2014 – Damian Lillard, Portland Trail Blazers und Trey Burke, Utah Jazz
- 2015 – Patrick Beverley, Houston Rockets
- 2016 – Karl-Anthony Towns, Minnesota Timberwolves
- 2017 – Kristaps Porziņģis, New York Knicks
- 2018 – Spencer Dinwiddie, Brooklyn Nets
- 2019 – Jayson Tatum, Boston Celtics
- 2020 – Bam Adebayo, Miami Heat
- 2021 – Domantas Sabonis, Indiana Pacers
- 2022 – Darius Garland, Evan Mobley, Jarrett Allen für Cleveland Cavaliers
- 2023 – Jordan Clarkson, Walter Kessler, Collin Sexton für Utah Jazz